# Cabra rossellonesa
La cabra rossellonesa té les extremitats llargues i fines, un cap proporcionalment petit però llarg, i el pelatge roig o ros ("cabra sora"), amb taques blanques o sense; recorda a la cabra bermeya d'Asturies i una mica a la cabra murciana. Va ésser descrita per primera volta l'any 1923 i, actualment, el seu cens és d'uns 120 animals, agrupats en un únic ramat del Pertús, al vessant oriental de la serra de l'Albera, a la plana rossellonesa.